# Готтлиб, Лея
Ле́я Го́ттлиб (англ. Lea Gottlieb; 17 сентября 1918 — 17 ноября 2012) — израильский дизайнер одежды, модельер, основательница компании Gottex.

## Биография
Леа Ленке Рот (англ. Lea Lenke Roth) родилась в малообеспеченной еврейской семье в Шайосентпетере, Венгрия в 1918 году. Она не смогла получить образование химика в Будапеште из-за ограничений на число студентов еврейского происхождения, и в предвоенные годы работала бухгалтером на фабрике плащей, принадлежавшей семье её мужа Армина Готлиба. В годы немецкой оккупации Венгрии её муж оказался в трудовом лагере, а сама Леа скрывалась вместе с деьтьми в Шайосентпетере и Будапеште.

## Карьера

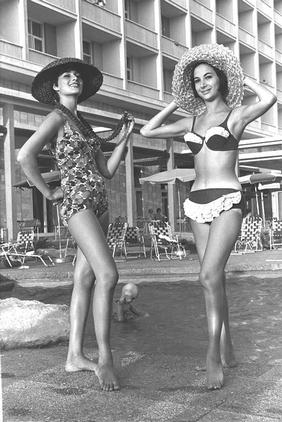
Gottex swimsuits, 1961

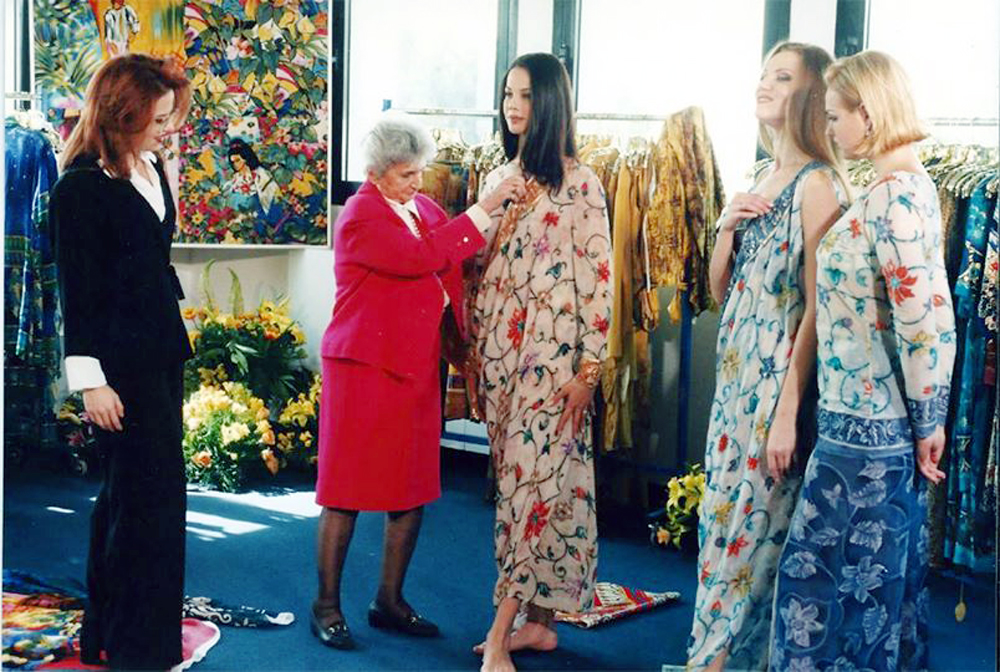
Лея Готтлиб с моделями

После войны семья воссоединилась, и до иммиграции в Хайфу, Израиль в 1949 году супруги продолжили заниматься изготовлением одежды в Чехословакии. В новой стране они начали с нуля, на заёмные деньги открыв производство плащей, но в жарком климате продукция не пользовалась большим спросом.
В 1956 году они вложили последние деньги в запуск марки пляжной и купальной одежды Gottex (сочетание фамилии Готлиб и слова «текстиль»), которая принесла им большой успех и известность.
Под маркой Gottex производились купальники, а также топы, парео, туники, брюки, корсеты, шорты и другие предметы одежды, дополнявшие линейку пляжной одежды. По словам Леи, её образы вдохновляли цветы, солнце и природные цвета Израиля: лазурное море, золотой песок, синее Тивериадское озеро, розовый оттенок камней.
К 1984 году выручка Gottex достигла $40 млн, что обеспечило компании более 60% израильского рынка купальников и сделало её крупнейшим экспортёром модной купальной одежды в США. Купальники Gottex носили принцесса Диана, Элизабет Тейлор, Нэнси Киссинджер и другие знаменитости. На 1991 год почти половина бизнеса Gottex приходилась на Соединённые Штаты. 
В 1997 году Gottex купил Лев Леваев. Год спустя Готлиб ушла из компании, после истечения соглашения о неконкуренции в возрасте 85 лет основала новый бренд купальников, который носил её имя.
Леа Готлиб скончалась в своём доме в Тель-Авиве 12 ноября 2012 года в возрасте 94 лет.